# Serra de Cal Jardí
La Serra de Cal Jardí és una serra situada entre els municipis de Castellar del Riu i de Montmajor a la comarca del Berguedà, amb una elevació màxima de 1.847 metres.